# Antrodiaetus hadros
Antrodiaetus hadros är en spindelart som först beskrevs av Coyle 1968.  Antrodiaetus hadros ingår i släktet Antrodiaetus och familjen Antrodiaetidae. Inga underarter finns listade i Catalogue of Life.